# Heteragrion silvarum
Heteragrion silvarum är en trollsländeart som beskrevs av Sjöstedt 1918. Heteragrion silvarum ingår i släktet Heteragrion och familjen Megapodagrionidae. Inga underarter finns listade i Catalogue of Life.